# Щелково (Конаковский район)
Щелково — деревня в Конаковском районе Тверской области. Входит в состав Вахонинского сельского поселения.

## География
Находится в юго-восточной части Тверской области на расстоянии приблизительно 11 км на юго-запад по прямой от районного центра города Конаково на левом берегу Инюхи (залив Волги).

## История
Известна с 1624—1625 годов как деревня с 2 дворами. В 1859 году здесь (деревня Клинского уезда Московской губернии) было учтено 16 дворов.

## Население
Численность населения: 71 человек (1859 год), 14 (русские 100 %) в 2002 году, 12 в 2010.